# 南正路
南正路（Nanzheng Rd.）為高雄市鳳山區的東西向道路，起端為南和街175巷、南正一路2巷口，末端於保泰路口銜接瑞誠街，共分為二段，五甲二路為分段點。是鳳山五甲地區往返前鎮區的重要道路之一。

## 行經行政區域
- 鳳山區

## 分段
南正路共分為兩個部份：
- 南正一路：東起於南和街175巷、南正一路2巷口，西於五甲二路口接南正二路。
- 南正二路：東於五甲二路口接南正一路，西止於保泰路口接瑞誠街。

## 沿線設施
（由東至西）
- 南正一路：
  - 高雄市鳳山區南成國小
  - 南和公園
  - 高雄市審計處
- 南正二路：
  - 九乘九文具專家高雄五甲店
  - 高雄市鳳山區五甲國小
  - 南正兒童公園
  - 7-Eleven新保泰門市

## 公共自行車
- 高雄市公共自行車租賃系統：
  - 南和公園：南光街/南正一路口南側
  - 五甲國小：南正二路/永安街口東北側
  - 南正兒童公園：南正二路150巷/南正二路口東北側

## 相關連結
- 高雄市主要道路列表